# Megumu Sagisawa
Megumu Sagisawa (鷺沢萠, 20 de junio de 1968 — 11 de abril de 2004) era el seudónimo de la escritora japonesa Megumi Matsuo (松尾めぐみ). Sus obras de ficción se centraron en temas como las relaciones interpersonales complejas y las ansiedades de la juventud.
Sagisawa publicó su primera novela Kawaberi no michi (川べりの道) en 1987, por la cual se convirtió en la persona más joven en ganar el premio Bungakukai a los Autores Nuevos. Años más tarde, en 1992, ganó el premio Izumi Kyōka a la Literatura por Kakeru shōnen (駆ける少年) y llegó a ser nominada por cinco veces al premio Akutagawa.

## Inicios y carrera
Megumu Sagisawa nació el 20 de junio de 1968 en Tokio, Japón, como la más joven de cuatro hermanas. Sus padres se divorciaron cuando tenía quince años de edad.
Sagisawa publicó su primera novela Kawaberi no michi (川べりの道, El camino junto al río) en 1987 mientras estaba en la universidad, aunque la había escrito durante la secundaria. La novela recibió críticas favorables debido a su retrato sutil de las dificultades de la vida de adolescente. Por la novela recibió el premio Bungakukai a los Nuevos Autores (文学界新人賞, Bungakukai Shinjinshō), convirtiéndose en la persona laureada más joven en recibir el premio con sus 18 años. Después comenzó a estudiar ruso en el Departamento de Estudios Extranjeros de la Universidad Sofía ese mismo año, aunque abandonó la universidad antes de graduarse.
En 1989 publicó la novela Kaerenu hitobito (帰れぬ人びと, Los fallecidos), que llegó a ser nominada al premio Akutagawa, pero no ganó. Desde ese entonces, ella fue nominada al premio cuatro veces más. En 1992 obtuvo el premio Izumi Kyōka a la Literatura por su novela Kakeru shōnen (駆ける少年, El joven que corre). Mientras escribía la novela, ella descubrió que su abuela era originaria de Corea. Entonces, comenzó a estudiar coreano en el exterior en la Universidad Yonsei en 1993. En 2002 publicó una novela autobiográfica titulada Watashi no hanashi (私の話, Mi historia).
Sagisawa también destacó por ser ensayista y traductora de libros ilustrados infantiles. Trabajó con el director y guionista Hidetake Kobayashi en el Grupo Delfín (イルカ団, Iruka dan), una compañía de teatro que produce comedias, hasta su muerte. Su libro Welcome Home! (ウェルカム・ホーム！, ¡Bienvenido a casa!) se publicó por primera vez a fines de marzo de 2004 y se estrenó en el escenario con ella como productora en junio.
Sagisawa falleció el 11 de abril de 2004 en su casa en Meguro, Tokio, Japón. Al principio se informó que la causa de fallecimiento fue una falla cardíaca, pero por hallazgos posteriores del Departamento de Policía de la Metrópolis de Tokio se concluyó que se trató de un suicidio. Tras su muerte, los periódicos coreanos Chosun Ilbo, Hankyoreh y Dong-a Ilbo la describieron como una de las escritoras coreanas más importantes de Japón.

## Obras publicadas
Las obras de ficción de Sagisawa han sido destacadas por centrarse en temas como las relaciones interpersonales complejas y las ansiedades de la juventud. Publicó más de veinte novelas y colecciones de historias breves durante su carrera, las que se tradujeron al italiano, coreano e inglés. Entre sus obras, se hallan las siguientes:
- Kawaberi no michi (川べりの道, El camino junto al río), 1987
- Kaerenu hitobito(帰れぬ人びと, Los fallecidos), Bungeishunjū, 1989
- Stairisshū kittzū, Kawade Shobo Shinsha, 1990
- Kakeru shōnen (駆ける少年, El joven que corre), Bungeishunjū, 1992
- Hangu rusu (ハング・ルース), Kawade Shobo Shinsha, 1993
- Kenari mo hana, sakura mo hana (ケナリも花、サクラも花, Las forsitias son flores, las flores de cerezo también), 1994
- Kinema junpō (キネマ旬砲), Kadokawa Shōten, 2002
- Barairo no jinsei - La vie en rose (ばら色の人生), Sakuhinsha, 2004 (junto con Hidetake Kobayashi)
- Uerukamu hōmu (ウェルカム・ホーム！, ¡Bienvenido a casa!), Shinchōsha, 2006.[15]

## Vida privada
Sagisawa se casó con el director Gō Rijū en 1990, de quien se divorció un año después.
Sagisawa era de ascendencia coreana. Su abuela, nacida en Taechon, Corea, era una inmigrante coreana en Japón de primera generación que vivía en Tokio y se casó con un hombre japonés.